# Emblyna oxtotilpanensis
Emblyna oxtotilpanensis là một loài nhện trong họ Dictynidae.
Loài này thuộc chi Emblyna. Emblyna oxtotilpanensis được miêu tả năm 1986 bởi Mauricio Jiménez & Luz.